# Malia (Limasol)
Malia es un pueblo perteneciente al distrito de Limasol, Chipre.

## Superficie
Cuenta con una superficie de 12,87 kilómetros cuadrados.

## Demografía
Hasta 2021 la población era de 65 habitantes, con una densidad de población de 5,052 habitantes por kilómetro cuadrado.
| Gráfica de evolución demográfica de Malia entre 1976 y 2021                          |
|                                                                                      |
| Datos según Population statistics of Eastern Europe & former USSR y City Population. |